# دييغو جياكوميتي
دييغو جياكوميتي (و. 1902 – 1985 م) هو نحات سويسري، توفي في باريس، عن عمر يناهز 83 عاماً.